# Proemio dell'Iliade
Il proemio dell'Iliade è l'introduzione dell'Iliade di Omero, ed è costituito dai primi sette versi del primo libro. Esso, come anche il resto dell'opera, è scritto nella cosiddetta lingua omerica, una complessa e variegata lingua derivata dall'insieme di caratteristiche presenti in molti dialetti greci.

## Testo
Qui il testo in lingua originale, le due più celebri traduzioni conosciute in lingua italiana e la parafrasi del testo stesso:
| Originale in Greco antico | Traduzione italiana di Vincenzo Monti | Traduzione italiana di Rosa Calzecchi Onesti |
| Μῆνιν ἄειδε, θεὰ, Πηληϊάδεω Ἀχιλῆος οὐλομένην, ἣ μυρί’ Ἀχαιοῖς ἄλγε’ ἔθηκε, πολλὰς δ’ ἰφθίμους ψυχὰς Ἄϊδι προΐαψεν ἡρώων, αὐτοὺς δὲ ἐλώρια τεῦχε κύνεσσιν οἰωνοῖσί τε πᾶσι, Διὸς δ’ἐτελείετο βουλή· ἐξ οὗ δὴ τὰ πρῶτα διαστήτην ἐρίσαντε Ἀτρεΐδης τε ἄναξ ἀνδρῶν καὶ δῖος Ἀχιλλεύς.                                     | Cantami, o Diva, del pelide Achille l'ira funesta che infiniti addusse lutti agli Achei, molte anzi tempo all'Orco generose travolse alme d'eroi, e di cani e d'augelli orrido pasto lor salme abbandonò (così di Giove l'alto consiglio s'adempìa), da quando primamente disgiunse aspra contesa il re de' prodi Atride e il divo Achille. | Canta, o dea, l'ira d'Achille Pelide, rovinosa, che infiniti dolori inflisse agli Achei, gettò in preda all'Ade molte vite gagliarde d'eroi, ne fece il bottino dei cani, di tutti gli uccelli - consiglio di Zeus si compiva - da quando prima si divisero contendendo l'Atride signore d'eroi e Achille glorioso. |
| Parafrasi | | |
| O musa, canta l'ira rovinosa di Achille, figlio di Peleo, che diede molti dolori agli Achei, gettò nell'Ade molte vite valorose di eroi, li rese preda di cani e di tutti gli uccelli - così si compiva il volere di Zeus -, da quando si divisero litigando l'Atride signore di eroi (Agamennone) e il divino Achille. | | |

## Versione estesa del Proemio
Vi è una versione estesa del Proemio.     
| Versione estesa |
| --- |
| Cantami, o Diva, del pelide Achille l'ira funesta che infiniti addusse lutti agli Achei, molte anzi tempo all'orco generose travolse alme d'eroi, e di cani e d'augelli orrido pasto lor salme abbandonò (così di Giove l'alto consiglio s'adempìa), da quando primamente disgiunse aspra contesa il re de' prodi Atride e il divo Achille. E qual de numi inimicolli? Il figlio di Latona e di Giove. Irato al Sire destò quel Dio nel campo un feral morbo, e la gente perìa: colpa d'Atride, che fece a Crise sacerdote, oltraggio. |

| Parafrasi |
| --- |
| Cantami, o Musa, dell'ira rovinosa di Achille, figlio di Peleo, che causò molte morti e dolori agli Achei, gettò nell'Ade molte vite valorose di eroi, e lasciò le loro salme come cibo per cani e uccelli (così si compiva il volere di Zeus), da quando si divisero litigando Agamennone, figlio di Atreo, signore di eroi e il divino Achille. E quale degli Dei li rese nemici? Il figlio di Latona e di Zeus (cioè Apollo). Arrabbiato con Agamennone causò una pestilenza, e la gente moriva: colpa di Agamennone che fece oltraggio al sacerdote Crise. |

## Struttura del proemio
- Invocatio = invocazione: (verso 1): Il poeta esordisce invocando la musa Calliope per ispirare il suo canto e dargli la forza per narrare i fatti raccontati nel resto del poema. Egli compie quest'azione perché deve diventare lo strumento mediante il quale la Musa canta agli uomini le gesta degli eroi e ciò che è narrato nel poema. Il poeta invoca solamente una musa poiché, ai tempi di Omero, le muse non erano ancora nove a patrocinare le varie ramificazioni dell'arte.
- Propositio = Protasi: (versi 1-7): La protasi ha la funzione di spiegare brevemente ciò che verrà narrato ampiamente nell'Iliade. Viene esposto il motivo principale dal quale discende la narrazione degli ultimi giorni della guerra ovvero l'ira di Achille, nata a sua volta da un aspro litigio con Agamennone. Il narratore spiega anche che l'ira di Achille provocherà molti lutti e sofferenze agli Achei, e che i loro corpi saranno privati di degna sepoltura, finendo preda di cani e avvoltoi. Tutto ciò è frutto del volere di Zeus, il cui disegno si compie.

Questo proemio, come anche quello dell'Odissea, altro poema epico attribuito ad Omero, costituisce il modello per i successivi poemi epici e anche della letteratura cavalleresca.